# 吉浜村 (岩手県)
吉浜村（よしはまむら）は、1956年（昭和31年）まで岩手県気仙郡にあった村。現在の大船渡市三陸町吉浜にあたる。

## 沿革
- 1889年（明治22年）4月1日 - 町村制施行にともない、旧来の吉浜村単独で村制施行。
- 1956年（昭和31年）9月30日 - 越喜来村・綾里村と合併し、三陸村となる。

## 行政

### 歴代村長
| 代 | 氏名           | 就任                       | 退任                       | 備考 |
| -- | -------------- | -------------------------- | -------------------------- | ---- |
| 1  | 新沼武右ェ門   | 不詳                       | 不詳                       |      |
| 2  | 渡辺善兵衛     | 不詳                       | 不詳                       |      |
| 3  | 米田義時       | 1899年（明治32年）12月26日 | 1903年（明治36年）12月25日 |      |
| 4  | 木川田松右ェ門 | 1904年（明治37年）6月29日  | 1908年（明治41年）6月28日  |      |
| 5  | 大坂秀吉       | 1911年（明治44年）5月20日  | 1917年（大正6年）4月       |      |
| 6  | 松田徳三郎     | 1917年（大正6年）11月13日  | 1921年（大正10年）11月12日 |      |
| 7  | 白木沢新三郎   | 1921年（大正10年）11月13日 | 1924年（大正13年）6月23日  |      |
| 8  | 柏崎丑太郎     | 1924年（大正13年）8月26日  | 1946年（昭和21年）3月18日  |      |
| 9  | 白木沢純三     | 1946年（昭和21年）7月15日  | 1955年（昭和30年）4月3日   |      |
| 10 | 新沼雄四郎     | 1955年（昭和30年）4月24日  | 1956年（昭和31年）9月29日  |      |